# Јелица Роћеновић
Јелица Роћеновић (1949) је књижевница и новинар из Београда.

## Биографија
Радила је као новинар Радио Телевизије Србије, новинар и уредник Другог и Првог програма Радио-Београда. Пише есеје и прозу. Сарађивала је са Књижевним новинама, Књижевном речи, Трагом, Дугом, Недељним телеграфом и бројним другим београдским листовима и часописима. Члан је Удружења књижевника Србије, Удружења новинара Србије и Удружења европских новинара. Живи на Новом Београду.